# Hemitragus cedrensis
Hemitragus cedrensis — вимерлий вид оленеподібних (Artiodactyla) ссавців родини бикових (Bovidae), відомий з еємії Франції та Піренейського півострова.
Інші види Hemitragus — це вимерлий Hemitragus bonali, також з Європи, і живий гімалайський тар. H. cedrensis демонструє проміжні риси між ознаками двох його близьких родичів і, ймовірно, походить від H. bonali.